# Michel Moret
Pour les articles homonymes, voir Moret.
Michel Moret, né à Estavayer-le-Lac le 13 janvier 1944 et mort le 22 décembre 2023, est un éditeur, libraire et écrivain vaudois.

## Biographie
Michel Moret, issu d'une famille d'agriculteurs de Ménières (Broye fribourgeoise), est  né à Estavayer-le-Lac le 13 janvier 1944. Après ses études secondaires à Estavayer-le-Lac, il devient employé PTT à Lausanne et à Pully jusqu’au 28 février 1967. Puis, il entreprend le métier de libraire pendant 10 ans. En mai 1978, il reprend les Éditions de l'Aire qui se trouvent à l'agonie depuis 1970. Il dirige les Éditions de l'Aire, sises à Vevey, jusqu’à son décès. 
En 2001, Michel Moret raconte ses souvenirs dans un ouvrage intitulé Feuilles et racines.
En 1991, il reçoit le Prix Blancpain et, en 1988, le Prix Régis de Courten pour l’ensemble de son activité éditoriale. En 2007, Michel Moret publie son journal sous le titre de Beau comme un vol de canards suivi en 2009 par Danser dans l'air et la lumière. Il reçoit le Prix culturel «Édition» de l’État de Vaud en 2020, remis par la Fondation vaudoise pour la culture.
Michel Moret est décédé le 22 décembre 2023, à 79 ans, des suite d'un AVC.

## Publications
- Feuilles et racines (2001 - autobiographie)
- Le Livre bleu des citations (2003)
- Beau comme un vol de canard : cent jours de la vie d’un éditeur romand (2007)
- Danser dans l'air et la lumière : journal d'un éditeur romand : 2008 (2009)
- Abécédaire d'un homme libre (2013)
- Rêver et travailler : de l'édition considérée comme un voyage (2017)
- Le vieil homme et le livre (2021)
- Ceux qui rient sont ceux qui savent (2022)
- Besoin de lumière (2023)

## Sources
- « Michel Moret », sur la base de données des personnalités vaudoises sur la plateforme « Patrinum » de la Bibliothèque cantonale et universitaire de Lausanne.
- J.-L. Kuffer, 24 Heures, 1998/03/20 & 2003/08/28, p. 16 & 2003/08/09, p. 22 & Portrait par G. Salem, 24 Heures, 2007/09/26, p. 38
- E. Dumont, Tribune de Genève, 2003/07/18
- Rêves d'enfant par E. Felley, L'Hebdo, 2004/07/01, p. 82
- Michel Moret
- Michel Moret
- «Besoin de lumière» sur Bon pour la tête